# アッティラ
アッティラ（アッチラ、Attila、406年? - 453年）は、フン族とその諸侯の王。中世ドイツの『ニーベルンゲンの歌』などの叙事詩にはエツェル（Etzel）の名で登場する。現在のロシア・東欧・ドイツを結ぶ大帝国を築き上げ、西方世界の「大王」を自称した。ローマ帝政末期に広がっていたキリスト教の信者からは、「神の災い」や「神の鞭」、「大進撃（The Great Ride）」と言われ恐れられた。
出自についてはフン族自体と同様、詳しくは分かっていないが、名前や風貌の伝承などからテュルク・モンゴル系民族に属すると思われる。
434年に伯父である王ルーアの死後、兄ブレダとともにフン族の王となる。445年頃に共同統治者のブレダが死ぬと、単独の王となった。アッティラはブルグント族などのゲルマン系諸族を征服し、パンノニアに本拠を置いて東ローマ帝国への侵入を繰り返して、短期間でライン川、ドナウ川、カスピ海に渡る大帝国を築き上げた。451年、西ローマ皇帝ウァレンティニアヌス3世の姉ホノリアからの求婚を口実に、ガリアへ侵入したが、ローマの将軍アエティウス指揮下の西ローマ＝西ゴート連合軍とカタラウヌムで戦い、敗退した。翌452年にイタリア半島へ侵攻して、ミラノ、アクイレイアなどの諸都市を陥れたが、教皇レオ1世の説得によって撤退した。
アッティラの治世下で帝国は最盛期を迎えるが、453年に自らの婚礼を祝う酒宴の席で急死した。死後、息子たちの間で内紛が起き、フン帝国は急速に瓦解した。

## 生涯

### 出自

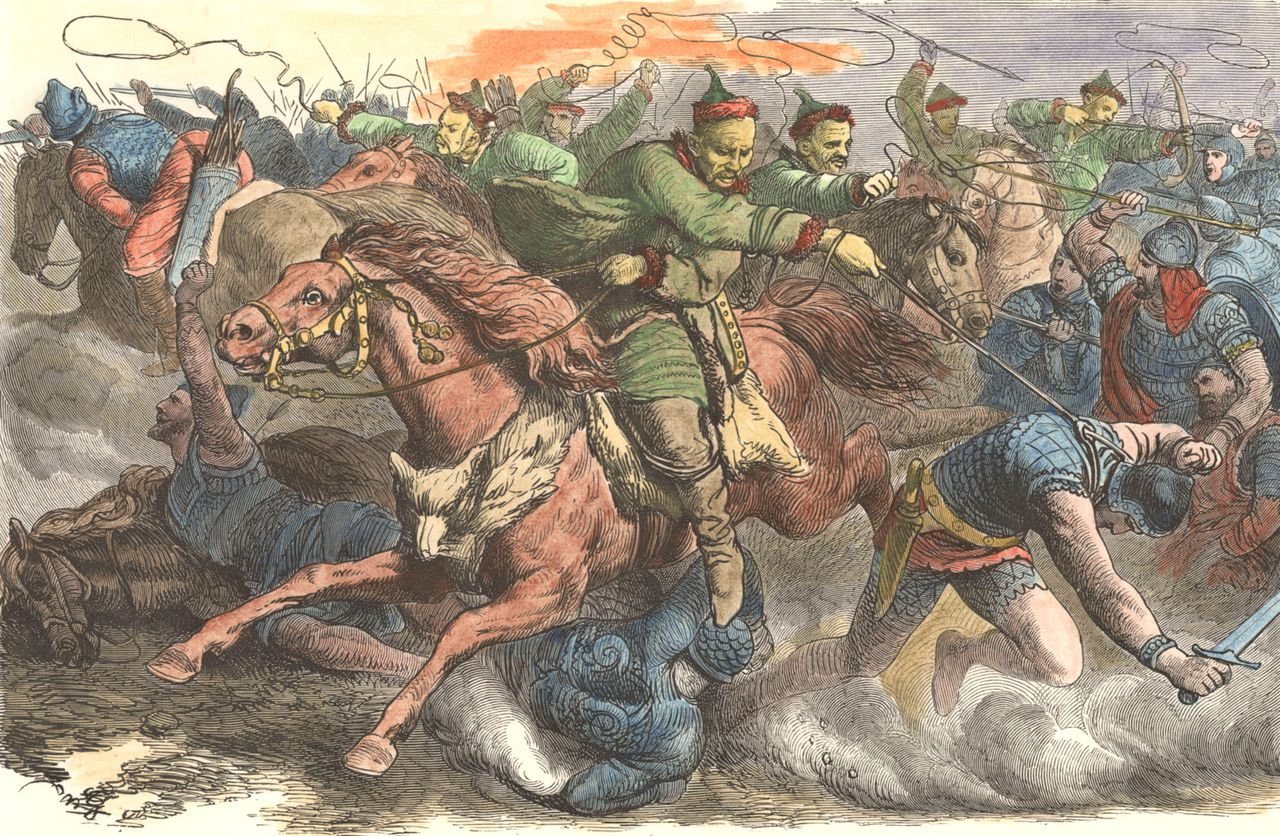
アラン族と戦うフン族。ヨハン・ネポムク・ガイガー画（1873）

フン族は、ヴォルガ川以東から現れ、370年にヨーロッパへ移住して強大な帝国を建設した、ユーラシア遊牧民の集団である。彼らの主な軍事技術は騎馬弓射であった。その出自とフン語については、数世紀にわたり論争になっている。
フン族は強力な騎馬部隊を率いる蛮族としてその名を轟かせており、東進の過程でアラン族やゴート族の王国を滅ぼして住民を虐殺し、生き残った者たちも配下の兵士とするなど、多くの部族を従える立場にあった。4世紀末から度々東西ローマの領内に入り込んでは、撤退する代償として莫大な賠償金を獲得していた。410年頃にフン族はドナウ川中流域を制圧し、433年には西ローマ帝国の将軍アエティウスと取り引きして、兵力提供の見返りとしてパンノニアとイリュリクムの一部の支配権を認められた。
アッティラは406年頃、フン族の王ルーアの弟、ムンズクの息子として生まれた。

### 共同王位

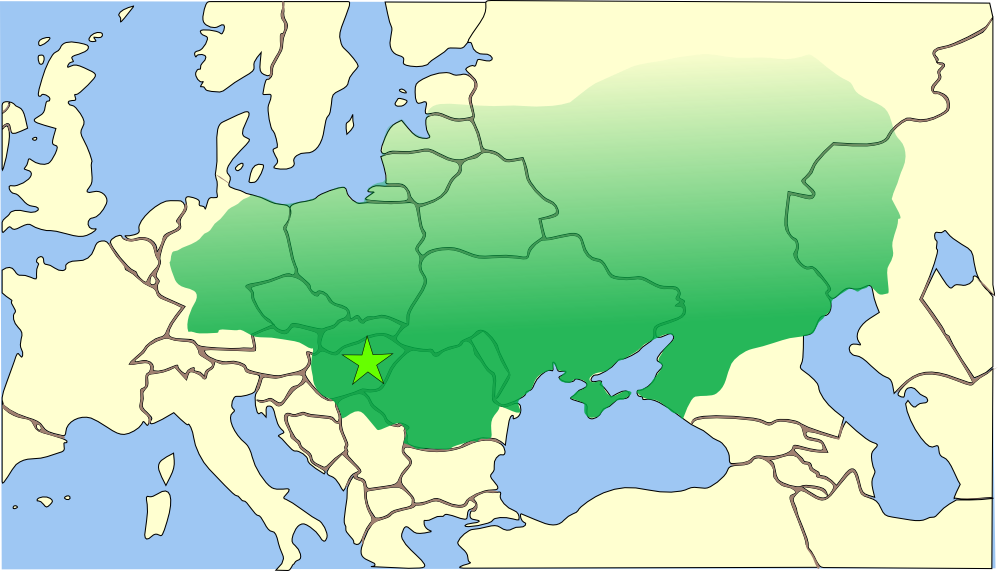
中央アジアのステップから現代のドイツ、ドナウ川からバルト海にまで広がるフン帝国

434年、ルーア王が死去し、フン族全体を統べる者として甥のブレダとアッティラが残された。兄弟は即位すると、逃亡者（主にローマ側に雇われていたフン族兵士）の送還について、東ローマ帝国皇帝テオドシウス2世の使節と取り引きを行っている。翌年、アッティラとブレダ兄弟はマルゴス（現ポジャレヴァツ）で、フン族の慣習に従って騎乗にて帝国使節団と会見し、ローマ側は逃亡者たちを送還するだけでなく、ルーア王に納めていた貢税を倍額の金700ローマ・ポンド（250 kg）とし、市場のフン族商人への開放およびローマ人捕虜1人当たり8ソリドゥス金貨の身代金の支払に同意する、フン族に有利な条約を結んだ。送還された逃亡者の中にいた2人の王族の少年は、十字架にかけられて処刑された。フン族は条約に満足して東ローマ領から立ち去り、おそらく自らの帝国を固め強化するためにハンガリー平原へ戻った。テオドシウス帝はこの機会を利用してコンスタンティノープルの城壁の強化、最初の海上城壁の建設、そしてドナウ川沿いの国境陣地を構築した。
フン族は436年にはブルグント王国に侵攻し、グンダハール率いるブルグント軍を壊滅に追い込んでいる。

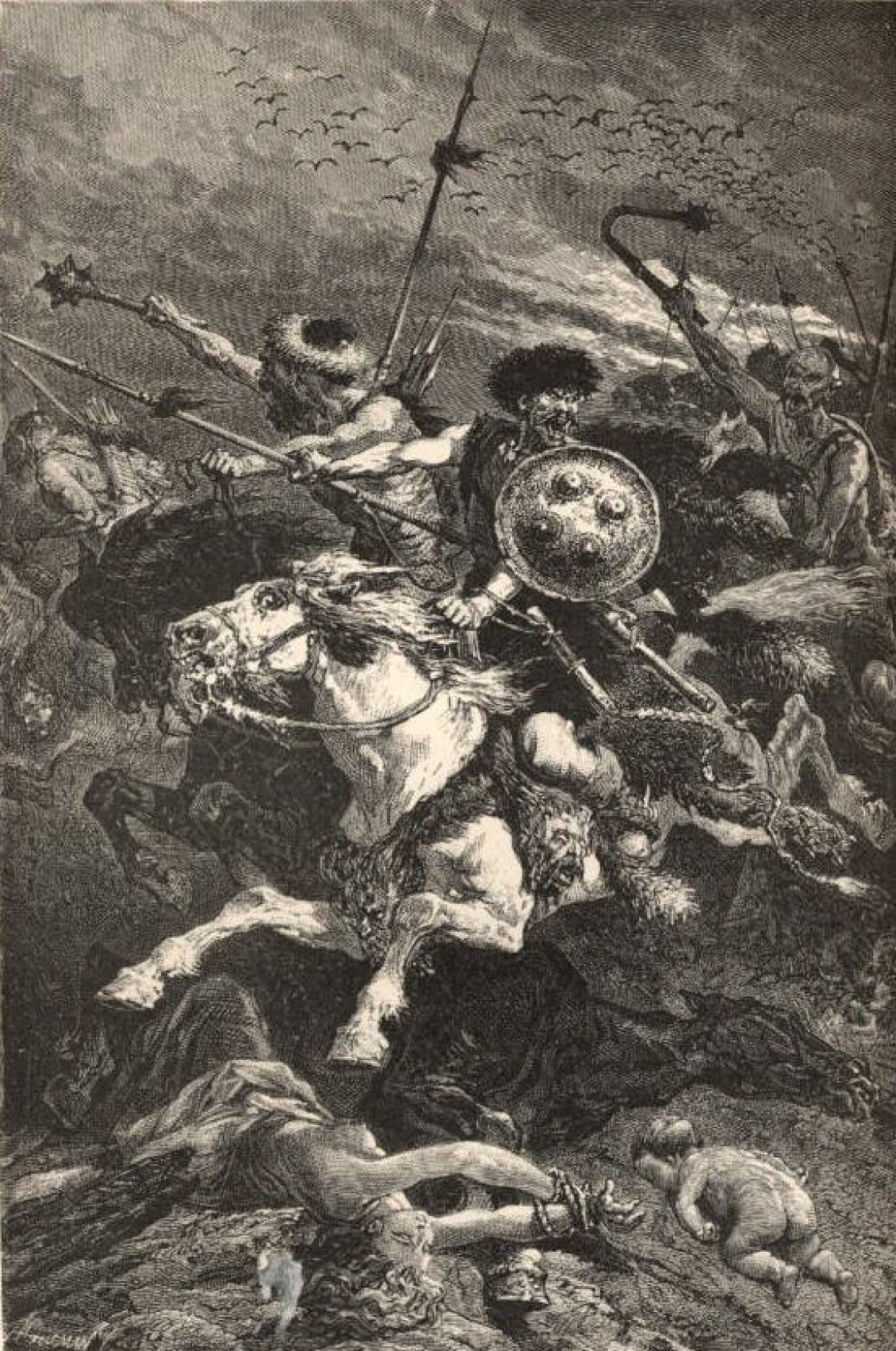
女性や赤子を蹂躙するフン族騎兵。デ・ノイビル画、19世紀。

その後数年間、フン族はサーサーン朝を侵略したため、ローマは彼らの視野の外にあったが、アルメニアでサーサーン朝に敗退したため、東への侵略を放棄して再び関心を西のヨーロッパへ戻した。440年、マルゴスの司教がフン族の王族の墓を暴いて財宝を奪ったとして、ブレダとアッティラは罪人の引き渡しを求め、これを口実にフン族は再びローマ国境に現れ、条約によってつくられたドナウ川北岸の市場の商人たちを攻撃した。彼らはドナウ川を渡って川沿いのイリュリア諸都市や砦を略奪し、モエシア（現セルビア-ブルガリア）のウィミナキウム（現コシュトラッツ）は完全に破壊された。フン族がマルゴスを攻めた時、引き渡しを求められていた司教が、密かにフン族から助命の約束を得て城門を開き、町は陥落した。
フン族がドナウ川の防衛線を制圧した440年頃、ガイセリックに率いられたヴァンダル族が西ローマ帝国アフリカ属州の首都カルタゴを占領しており、441年にはサーサーン朝のシャー・ヤズデギルド2世がアルメニアを侵略していた。ローマ帝国の最も豊かな州かつ主要な食糧供給地であったアフリカ属州をヴァンダル族から奪い返すために、バルカン半島の軍隊は駆り出されており、アッティラとブレダがイリュリアを経てバルカンへ侵攻する道は開かれていた。マルゴスとウィミナキウムを略奪したフン族は、シンギドゥヌム（現ベオグラード）とシルミウムを奪取した。
騒乱は442年にも続いたため、テオドシウス帝はシチリアから軍隊を呼び寄せ、また戦争の財源として新貨幣を大規模に発行した。これにより彼はフン族の要求を拒否しても安全だと考えた。ブレダとアッティラは443年の戦役でこれに応えた。フン族はドナウ川沿いを攻撃してラチアリア（現アルカール）の軍事拠点を蹂躙し、破城槌と攻城塔を用いて（フン族にとっては最新の軍事技術だった）ナイスス（現ニシュ）の包囲を成功させた。次いでニシャバ川沿いを進軍してセルディカ（現ソフィア）、フィリッポポリス（現プロヴディフ）そしてアルカディオポリスを占領した。フン族はコンスタンティノープル城外で東ローマ軍と遭遇してこれを撃破し、コンスタンティノープルの城壁の前でようやく止まった。別の東ローマ軍もカリポリス（現ゲリボル）で敗北し、もはや対処すべき軍隊を持たないテオドシウス帝は敗北を認め、廷臣アナトリウスを送り講和交渉をした。講話条件は以前の条約よりも厳しいものになり、皇帝は侵略時の条約不遵守の賠償として金6,000ローマ・ポンド (2000 kg) の支払いを認めた。貢税の年額は3倍にされ、金2,100ローマ・ポンド (700 kg) となった。さらにローマ人捕虜の身代金は一人12ソリドゥス金貨に引き上げられた。要求は当分の間満たされ、二人のフン王は彼らの帝国内へ引き上げた。
歴史家ヨルダネスによると、フン族が東ローマ帝国から引き揚げた和平期間（445年頃）中にブレダが死に（ローマ側の史料では弟が仕掛けた狩猟中の事故で殺されたとある）、アッティラがフン族の単独統治者となった。

### 単独統治

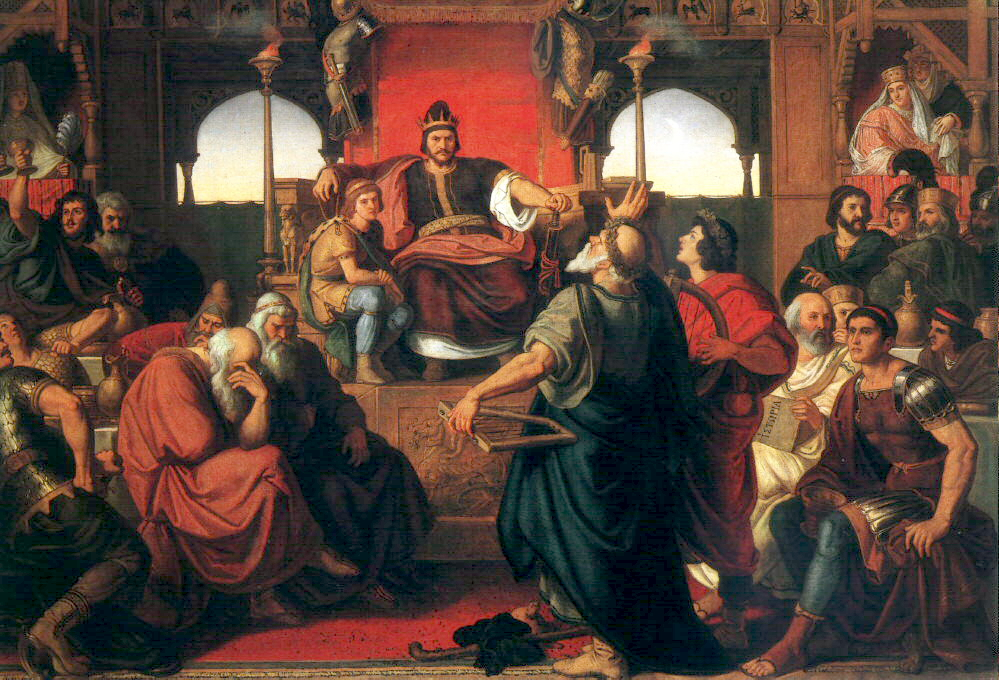
プリスクスの記述の断片を元に描かれた『アッティラの饗宴』、タン・モル画

歴史家プリスクスによると、ある羊飼いが土中から剣を掘り出しアッティラへ献上した。アッティラはこれを喜び、これを軍神マルスの剣であると信じ、自分は全世界の支配者になる運命であると自信を持ったという。
447年、アッティラは南下し、モエシアを通って東ローマ帝国領へ再び侵攻した。ゴート族の軍司令官、（マギステル・ミリトゥム）アレネギスクロスに率いられたローマ軍は、ウトゥスでアッティラと戦うが敗北。フン族は抵抗を受けずにトラキアまでのバルカン半島を略奪した。コンスタンティノープルは総督フラウィオス・コンスタンティヌスによって城壁が再建され（地震により損傷していた）、また幾つかの箇所で新たな防御線が築かれており助かった。この侵略の生き残りの記録は以下のように述べている。
トラキアにいる野蛮なフン族はとても強大になり、数百の都市が奪われ、コンスタンティノープルも危険になり、多くの人々が逃げ出した……そしてたくさんの人々が殺され、血が流されて、死者の数を数えることもできない。ああ、彼らは教会と修道院を奪い、大勢の修道士や修道女たちが虐殺された。（カリニコス著『聖ヒュパティオスの生涯』）
449年、東ローマ皇帝テオドシウス2世はアッティラの元へ使節を送ったが、その中に歴史家プリスクスがいた。プリスクスは使節をもてなす豪華な饗宴の中で、アッティラの食器だけが非常に質素で、彼の振る舞いが清廉だったことを記録している。テオドシウス帝は使節の中に刺客を潜ませていたが、暗殺は失敗に終わった。アッティラは東ローマの使節を罰することなく、丁重に送り返した。
450年7月、東ローマ皇帝テオドシウス2世が崩御し、マルキアヌスが後を継いだ。軍人出身の新帝は強硬策に出て、貢税の支払いを停止した。

### ガリア侵略とカタラウヌムの戦い

ガリア侵略におけるフン族の進撃路。

450年、アッティラはトゥールーズの西ゴート王国を攻撃する意図を宣言し、西ローマ帝国皇帝ウァレンティニアヌス3世と同盟を結んだ。西ローマ帝国及びその実質的支配者のフラウィウス・アエティウス将軍は、少年時代に人質としてフン族へ送られて彼らの中で生活を送っており（少年時代のアッティラと親交があったとも、親しい人物は先王のルーアまたは別人でアッティラとは個人的な親交はなかったともされる）、以後もアッティラと良好な関係を持っていた。フン族騎兵は西ローマ軍とゴート族やバガウダエ（ガリアの農民反乱軍）などとの戦いに参加してアエティウスを助けている。さらに西ゴートと敵対し脅威を感じていたヴァンダル王ガイセリックの贈物と外交努力もおそらく、アッティラの計画に影響を与えた。
だが、アッティラに西ローマ帝国侵略の絶好の口実ができた。愛人の家令を殺され（愛人とともに謀反を企てていたとされる）、ローマ元老院議員との強制的な婚約をさせられたウァレンティニアヌス帝の姉ホノリアが、アッティラへ助けを求める書状に指輪を添えて送って来たのである。これが巷間言われるように求婚を意図していたか否かは諸説あるが、アッティラはこれを「求婚」と解釈することを選んだ。彼はこれを受け入れ、西ローマ帝国の半分を持参金として要求した。ウァレンティニアヌス帝はこの企てを知ると、母のガッラ・プラキディアの説得でホノリアを殺さず幽閉させた。彼はまたこの求婚の合法性を頑強に否定する書状をアッティラへ書き送った。アッティラはホノリアは無実であり、求婚は合法で自らのものを手にするために赴くであろうと宣言する使者をラヴェンナへ送った。

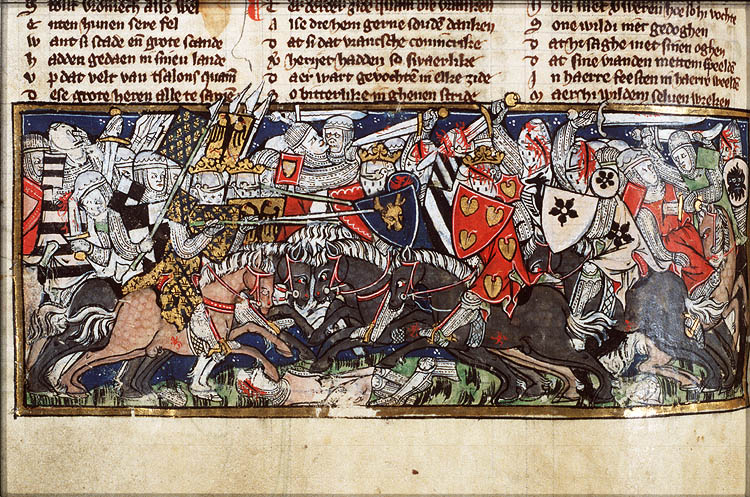
カタラウヌムの戦い。両軍の武装は中世のもので描かれている。

またアッティラはフランク族長死後の後継者争いにも介入した。アッティラは長男を支援し、アエティウスは次男を支援していた。451年、アッティラは従属諸族であるゲピード族、東ゴート族、ルギイ族、スキリア族、ヘルール族、テューリンゲン族、アラン族、ブルグント族その他を集めて進軍を開始、（歴史家ヨルダネスによる大げさな数字によれば）50万人を率いてガリア・ベルギカに侵入した。歴史家J・B.・ベリーは、アッティラが西方へ進軍した時、既に大陸で最も強力な勢力であった彼の王国はガリアから大西洋にまで及んだと述べている。
4月7日、アッティラはメスを占領した。その他の町の状況は司教を称えた聖人伝によって知ることができる。ランス司教ニカシウスは教会の祭壇で虐殺された。セレヴァティウスはトンゲレンで信者とともに助かったと推測され、同様に聖女ジュヌヴィエーヴもパリで助かっている。トロワ司教ループスはアッティラと会見をして町を救ったと賞賛されている。6月前半にアッティラはオルレアンを包囲した。
アエティウスはフランク族、ブルグント族そしてケルト人からなる軍勢を集めてアッティラに対抗すべく動いた。元老院議員アウィトゥス (en) からの使者が、西ゴート王テオドリクス1世にローマとの同盟を説得した。6月14日、アッティラはオルレアンの包囲を解いて後退を開始した。アエティウスのローマ＝西ゴート連合軍がフン族を捕捉した場所は、一般にカタラウヌム（シャロン＝アン＝シャンパーニュ）と推定される。6月20日のカタラウヌムの戦いの結果は、ローマ＝西ゴート連合のピュロスの勝利（損害の多い勝利）であった。アッティラは自殺を覚悟する程の敗北を喫して撤退したが、ローマ＝西ゴート連合もテオドリクスが戦死し、アエティウスには追撃する余力がなかった。歴史家エドワード・ギボンとエドワード・クリーシーによれば、アエティウスは西ゴートの大勝利となることを敗北するのと同じくらい恐れており、彼の立場からは、テオドリクスが戦死しアッティラが潰走して撤退、ローマが勝利の利益を得ることが最良の結果だった。

### 北イタリア侵攻と死

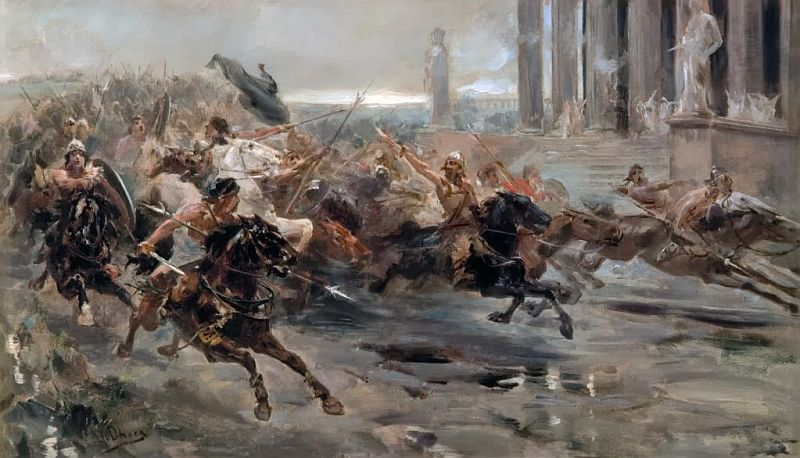
『ローマに迫るフン族』ウルピアノ・チェカ画、19世紀

452年、体勢を立て直し、皇女ホノリアとの結婚を改めて主張したアッティラは、北イタリアに侵攻して道々で略奪を行った。ヴェネツィア市は、人々がこれらの攻撃からヴェネタ潟の小さな島へ避難したことによってつくられた。アクイレイアは跡形もなく完全に破壊されてしまった。アッティラはアクイレイアの市街が燃える様を見るために丘の上に城を築き、これがウーディネの街の基になったという伝説があり、今なお城跡を見い出すことができる。ミラノには、町を占領したアッティラが、宮殿にあった皇帝が蛮族を踏みつける壁画を、東西の皇帝がアッティラに黄金の袋をふりまく絵に描き変えさせたという伝説がある。
ガリアのアエティウスは来援せず、近衛司令官アエティウス（フラウィウス・アエティウスとは同名異人）が少ない兵力で繰り返し急襲をかけて、なんとかアッティラの進軍を遅らせていた。アッティラは最終的にポー川で停止した。おそらく、この地点で疫病と飢餓がアッティラの陣営で発生しており、これが侵攻を止めさせた。

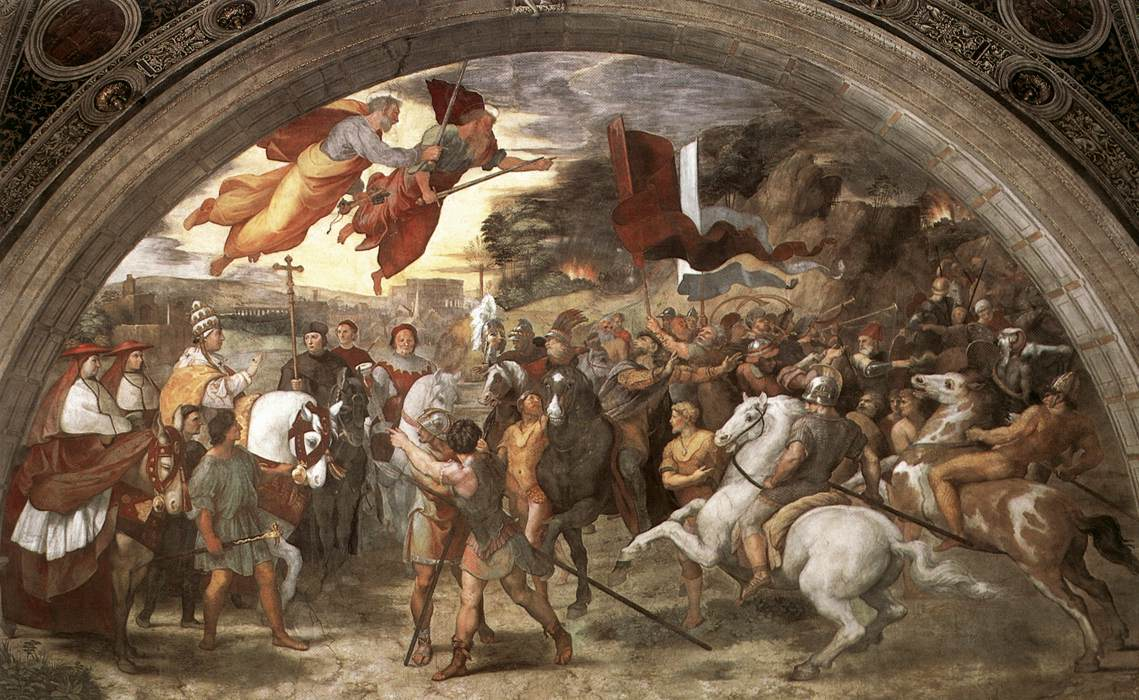
『レオ1世とアッティラの会見』、ラファエロ画。

ウァレンティニアヌス帝の望みにより、ローマ教皇レオ1世が元執政官アヴィエヌス、地方総督トリゲティウスとともにマントヴァ近郊のミンチョ川沿いの陣営でアッティラと会見し、イタリアから退去して皇帝と和平を結ぶ約束をとりつけた。アキテーヌのプロスペルがこの歴史的会見についての短く信頼できる描写を残している。後年の作者不明の記録、敬虔な「ラファエロの筆やアルガルディの彫刻で表された寓話」（とキボンは述べる）は、聖ペトロと聖パウロの助けを受けた教皇が町から彼を引き返させたと述べている。中世ハンガリーの年代記によると、教皇はアッティラへ、もしも平和裏にローマから去るならば、彼の後継者の一人が聖なる王冠を受け取るであろうと約束している。410年にローマを略奪して程なく死んだアラリック1世の運命への迷信的な恐怖が彼を躊躇させた、と歴史家プリスクスは述べている。
イタリアを去った後、アッティラはドナウ川を越えて彼の宮殿へ帰り、再度のコンスタンティノープル攻撃を計画し、東ローマ皇帝マルキアヌスが止めた貢税を再び要求した。だがアッティラは453年前半に死去してしまった。歴史家プリスクスによる同時代の記録によると、美しく若いイルディコ（もしも発音が濁っていなければ、ゴート族出身を思わせる）との結婚式の宴会の最中にアッティラは大量の鼻血を出し、意識を失って窒息死したとある。他の見方として、彼は大量の飲酒か食道静脈瘤によって内出血を起こして倒れたと考えられる。

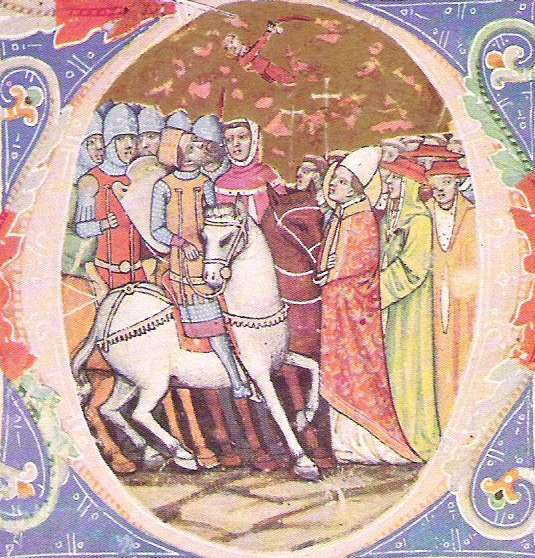
クロニカ・ハンガロルムの会見の挿絵。1360年頃

年代記編者マルケリヌス・コムスの80年後の記録によれば、「フン族王であり、ヨーロッパ各地の破壊者であるアッティラは、彼の妻によって刺殺された」とある。ヴォルスンガ・サガと古エッダもまた、彼の妻グズルーンの手によって死んだと述べている。多くの学者はこれらの記録を風評に過ぎないと否定し、アッティラと同時代の歴史家プリスクスの記録を採る。だがプリスクスの記録は近年マイケル・A・バブコックによる新たな検証を受けており、詳細な文献学的検証によって、自然死という記録は教会による「でっち上げ」であって、東ローマ皇帝マルキアヌスが彼の死の背後にあると結論付けている。
歴史家ヨルダネスは「最も偉大な戦士は女々しい哀歌や涙ではなく、男たちの血によって悼まれるべきである」と語る。ヨルダネスやカッシオドルスによれば、騎士たちがアッティラの眠るテントの周りを駆け回り、「誰が一人も復讐を要求すると信じないとき、これを死とみなせようか？」と葬送歌を詠ったという。それから彼らは盛大な宴会とともに、彼の埋葬地で哀歌（strava）を詠った。伝説によればアッティラの遺体は征服で得た戦利品とともに金、銀、鉄の三重の棺に安置された。男たちが川の一部の流れを変えて棺を川底へ埋めて流れを元に戻し、彼らは埋葬地の正確な場所の秘密を守るために殺されたという。
アッティラの息子たちエラク、デンキジックそしてイルナックは遺産を巡って争った。その結果彼らは分裂し、翌454年、生前アッティラが最も重んじた族長アルダリック率いる東ゴート族とゲピート族にネダオ川の戦いで敗れて潰走した。同じく454年に、西ローマ帝国のアエティウスは皇帝ウァレンティニアヌス3世に殺され、自ら帝国の支柱となる将軍を殺したウァレンティニアヌス3世自身もその翌年の455年にアエティウスの元部下によって暗殺されている。
アッティラの子や親族の名と動向は何人かは分かっているが、確かな系譜は消え失せ、アッティラの子孫を確証しうる手だてはない。しかしこのことは、多くの系図学者たちが中世の統治者たちのために正統な系図を再現しようとする試みを止めることにはならなかった。最も有望な主張はブルガリア汗によるものである。最も有名な、だが最終的には確認されていない試みは、アッティラとカール大帝とを結びつけるものである。

## 人物

### 外見と性格

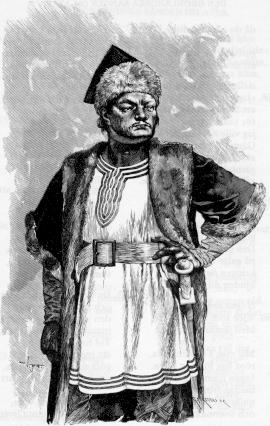
エッダで描かれるアッティラの風貌を再現したもの。低い鼻に四角い顔を持つモンゴロイド風に描かれている。

アッティラの外見について、直接的な史料は残っていない。しかしながら、歴史家ヨルダネスによる間接的な史料によると、東ローマ帝国の使節の一員だったプリスクスはアッティラについて以下のように述べていたという。
背は低いが筋肉質で、頭が大きく、顔色はくすんだ黄色。両目とも斜視で、蓄えられた顎鬚には白髪が混じっている。髭はほとんど無い。低い鼻と浅黒い肌は、彼の出身を表しているように思える。
アッティラは、時に高貴な統治者、時に残忍な野蛮人として様々に描かれてきた。

### 評価
しかし奇妙な事に、北欧ではむしろ英雄視される傾向にあり、サガやゲルマンの『ワルタリウス』や『ディートリヒ伝説』などの複数の民間伝承、およびそれらから派生した『ニーベルンゲンの歌』などでは、アッティラが偉大かつ聡明で寛容な王として登場する。
これは「（北欧の）フィンランドはフン族が作った国」という説が広く信じられてきた影響も大きいと言われる。

## 登場作品
映画
- 侵略者（1954年、イタリア・フランス、演：アンソニー・クイン）
- 異教徒の旗印（1954年、アメリカ、演：ジャック・パランス）
- ナイト ミュージアム（2006年、アメリカ、演：パトリック・ギャラガー）

テレビドラマ
- 覇王伝アッティラ（2001年、アメリカ、演：ジェラルド・バトラー）テレビ放映題：『騎馬大王アッティラ/平原の支配者』『フン軍記/アッティラ王と騎馬軍団』